# Wojciech Falkowski
Wojciech Falkowski (ur. 17 czerwca 1930 w Lochwinowiczach koło Nowogródka, zm. 9 kwietnia 2015 w Ewell, Surrey, Wielka Brytania) – polski i brytyjski lekarz psychiatra, honorowy rektor PUNO, Master of The Guild of Catholic Doctors, Prezes Związku Lekarzy Polskich na Obczyźnie.

## Życiorys
Dzieciństwo spędził w Nowogródku, w lutym 1940 został wraz z rodziną został przetransportowany na północ, ok. 1000 km od Archangielska. Po ogłoszeniu amnestii w 1942 przedostał się do miejsca formowania polskiej armii pod dowództwem gen. Andersa w Uzbekistanie, po opuszczeniu ZSRR przez dwa lata przebywał w Iranie, gdzie uczył się w polskiej szkole i należał do harcerstwa. W 1944 razem z grupą Polaków został przetransportowany do Tanzanii, skąd w 1949 jako Dispalced Persons przetransportowano ich do Wielkiej Brytanii. W 1951 rozpoczął studia medyczne w University College Dublin, gdzie został wybrany na przewodniczącego Polish Student’s Association. Po ukończeniu nauki jako specjalizację wybrał psychiatrię, naukę kontynuował na University of London. Równolegle pobierał naukę gry na fortepianie pod kierunkiem prof. Włodzimierza Mierzejewskiego i uczęszczał kursy malarskie w Studium Malarstwa Sztalugowego prowadzone przez prof. Mariana Bohusza-Szyszki. W toku rozwoju kariery zawodowej dostąpił zaszczytu członkostwa w Królewskim Kolegium Psychiatrii. Wojciech Falkowski był inicjatorem, jednym z założycieli oraz wieloletnim przewodniczącym Centrum Psychoterapii Analitycznej w Londynie oraz Institute of Transactional Analysis. Zajmował stanowisko kierownika Wydziału Badań Naukowych w brytyjskim centrum profilaktyki problemów alkoholowych. Zyskał rozgłos jako wybitny biegły sądowy w zakresie psychologii i psychiatrii. W 1980 Polski Uniwersytet Na Obczyźnie nadał mu tytuł profesora, od 2002 do 2011 pełnił funkcję rektora.

## Odznaczenia i wyróżnienia
- Krzyż Kawalerski Orderu Odrodzenia Polski (11 listopada 1990)[3]
- Złoty Medal „Za zasługi dla obronności kraju”
- Medal „Pro Memoria”
- Order „Ecclesiae Populoque servitium praestanti”
- Krzyż Zesłańców Sybiru
- Honorowy Medal Towarzystwa Marii Skłodowskiej-Curie
- Krzyż Oficerski Orderu Odrodzenia Polski (2012)[4]
- Tytuł Emeritus Consultant Psychiatrist, St. George’s Hospital Medical School, London University